# ド・ゴール主義

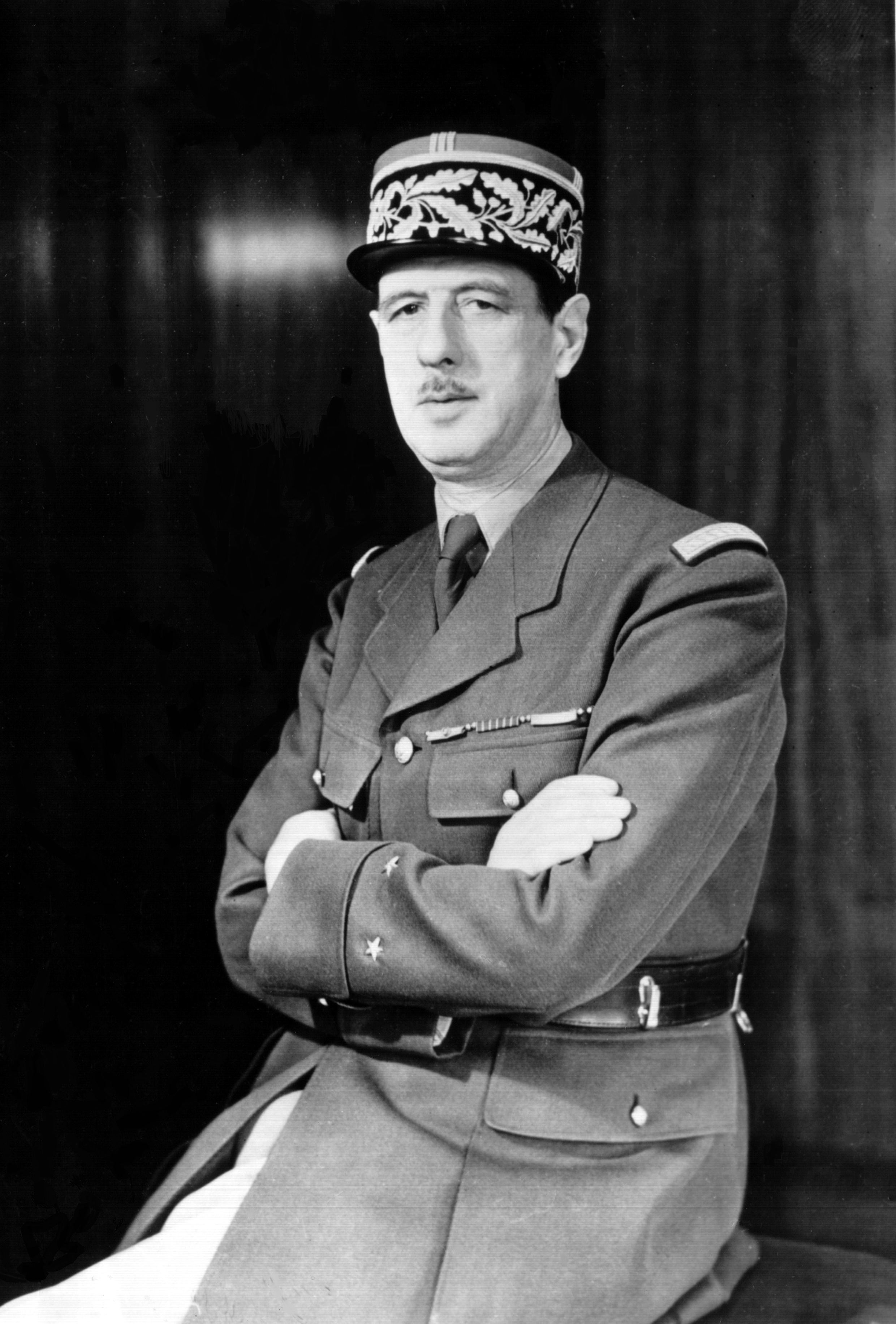
軍装のシャルル・ド・ゴール

ド・ゴール主義またはゴーリスム（仏：Gaullisme）とは、フランスの軍人・政治家であるシャルル・ド・ゴールの思想と行動を基盤にしたフランスの政治イデオロギーのことである。彼の姓であるド＝ゴール（フランス語:de Gaulle）に由来し、イデオローグ達は「ゴーリスト」と呼ばれる。
ド・ゴール主義の最も大きな主張は外国の影響力（特に米英）から脱し、フランスの独自性を追求することである。また、ド・ゴール主義は思想上社会や経済にも言及しており、政府が積極的に市場や経済に介入することを志向した、広義の国家資本主義である。

## 思想

### 外交
ド・ゴールの国際政治における主要な主張は国家の主権であり、その思想の実践としてNATOや欧州経済共同体（EEC）のような国際組織に対して、ある程度反対の立場を取った。その基本的な信条は、「フランスの存続のためにフランスは外国に依存すべきではなく、フランスはいかなる外国の圧力に対しても従属すべきではない」というものだった。
この信条に基づき、ド・ゴール政権下のフランスは独自の核抑止力を作り、アメリカ合衆国への過度の従属を避けるためにNATO軍事機構からの脱退を行うこととなった。
米英との摩擦が最大に達したのは、1966年に、ド・ゴールがフランス軍をNATOの統合軍事指揮権下から撤退させ（ただしNATO自体からは脱退しなかった。のち1992年には軍事部門への一部復帰、2009年には完全復帰）、NATO加盟国軍に対しこれらの軍がフランスの指揮下にない場合はフランスの土を踏ませないと決定したときである。この結果、NATO軍の総司令部はパリからベルギーのブリュッセルへ、NATO国防大学のキャンパスはパリからイタリアのローマへと、それぞれ移転を余儀なくされた。
この決定は西側諸国間における米国の主導権への反発であったが、同時に米国からも大きな反発を受けることとなった。米国は当時すでにフランスに軍を駐留させており、東側諸国へ対抗するために、フランスの軍事政策と外国政策と米国の政策が一致することを期待していたからである。

### 内政
計画経済（dirigisme）と政治的主意主義（volontarisme）との混交とするものもいる。しかしこれらは当のド・ゴール主義者達によって、必要的に受け入れられていない。
総じて右翼思想と思われているが、左翼もいる。これは社会的、経済的政策の主張の違いが両者の間にあるだけである。
ド・ゴール主義自体がド・ゴールの個人的カリスマに依存しているため時にはポピュリズムの一種とされる。ド・ゴールは議会政治よりも直接民主制に拠ろうとし、政治家たちとの付き合いや政治的駆け引きを望まなかった。そのためド・ゴールは自身の提起した上院改革の国民投票に敗れると大統領を辞任した。

## 政治団体

### ド・ゴール時代
政治団体の名称としての「ゴーリスト」は、ド・ゴールの政党共和国民主連合 （Union des Démocrates pour la République、UDR）に言及するときに使用される。

### ド・ゴール以後
ド・ゴールの死、および1976年のUDRの解散以来、ゴーリストが誰を指すかははっきりしていない。
1980年代から90年代の語法ではゴーリストはUDRを改組したジャック・シラクの中道右派政党共和国連合を指し示した（後に国民運動連合に統合され解消、現在は共和党と改称）。
シラクはゴーリストであり、1970年代半ばにフランス首相を務めた時期に、経済政策の遂行にあたり計画経済路線とレッセ・フェール路線の両方でアプローチしたことがあった。また1978年、パリのCochin病院入院中に出した有名な反欧州主義的宣言 Appel de Cochin では、ヴァレリー・ジスカール・デスタン大統領のフランス民主連合がとる欧州主義やEEC拡大路線を公然と非難した。
しかし後年、シラクは親ヨーロッパ的（親EU）スタンスをとるようになった。それゆえ、右派の中には、シャルル・パスクワのように、シラクと彼の政党を「真のド・ゴール主義者」ではないと非難している者もいる。シラクの後任であるニコラ・サルコジ大統領は、フランスがNATOに完全に復帰するという決定を2009年に下した。この決定は野党だけでなく、与党の国民運動連合の内部においても、とくにアメリカとの関係におけるフランスの独自的立場を損ねるものとして「ゴーリスト」たちの反発を招いた。
左派の中にもド・ゴール主義者はいる。ド・ゴールの政権運営手法を「恒久的なクーデター」と呼んで非難していた社会党の大統領フランソワ・ミッテランでさえ、核抑止力の維持、およびフランスの独立路線を主張することに極めて熱心であった。